# وليان (ساوجبلاغ)
وليان هي قرية في مقاطعة ساوجبلاغ، إيران. عدد سكان هذه القرية هو 1,122 في سنة 2006.